# Hydrotaea tanzaniae
Hydrotaea tanzaniae är en tvåvingeart som beskrevs av Zielke 1971. Hydrotaea tanzaniae ingår i släktet Hydrotaea och familjen husflugor.
Artens utbredningsområde är Tanzania. Inga underarter finns listade i Catalogue of Life.